# Francisco Aura Boronat
Francisco Aura Boronat (Alcoy, 30 de diciembre de 1918-Alcoy, 27 de noviembre de 2018) fue un activista y divulgador valenciano y uno de los últimos supervivientes españoles del campo de concentración de Mauthausen-Gusen.

## Biografía
Nacido en una familia de labradores, es hijo de Francisco Aura Miró (1893, Alcoy) y Carmen Boronat Verdú (1895, Ibi). Vivió durante su infancia en un campo situado en el número 47 de la calle Sant Benet Baix, Alcoy.
Con solo diecisiete años luchó en el bando republicano durante la guerra civil española y posteriormente se exilió en Suiza y Francia, en donde acabó en un campo de trabajo en la construcción de la Línea Maginot. Después de la derrota francesa fue detenido por los nazis y deportado a Mauthausen, en donde sobrevivió durante cuatro años y nueve días. Después de la liberación del campo siguió viviendo en Francia por miedo a la represión franquista y no regresó a España, a su Alcoy natal, hasta 1953.
Su historia fue ilustrada por el también alcoyano Jordi Peidro en la novela gráfica Esperaré siempre tu regreso, traducida al alemán, de la que posteriormente se realizaría un cortometraje y también en el libro Francisco Aura Boronat: resistencia y dignidad frente a la desmemoria, de Paco Blay, Àngel Beneito y Natxo Lara. Francisco Aura dedicó parte de su vida a divulgar la memoria de los campos de concentración nazis.
El ayuntamiento de Alcoy le concedió el título de hijo predilecto de Alcoy y la Medalla de Oro de la ciudad en 2005. En 2014 el consistorio puso su nombre a uno de los puentes de la ciudad, el que une los barrios del Viaducto y la Zona Norte. El día de la inauguración del puente el propio Aura declaró: «Solo espero que este puente se convierta en un símbolo de la paz y la concordia, y sirva de recuerdo para lo que ocurrió».
En el momento de su muerte, poco antes de cumplir cien años, era uno de los últimos supervivientes del campo de concentración de Mauthausen y el último superviviente valenciano de los campos de exterminio nazis. Fue uno de los 22 alcoyanos deportados a un campo nazi.